# Bimbołat Watajew
Bimbołat Zaurbiekowicz Watajew (ros. Бимбола́т Заурбе́кович Вата́ев; ur. 1939, zm. 2000) – radziecki aktor filmowy i teatralny. Karierę rozpoczął na scenie Osetyńskiego Teatru Dramatycznego. Ludowy Artysta RFSRR (1990).

## Wybrana filmografia
- 1962: Dom na rozstajach
- 1966: Hasan Arbakesz
- 1968: Z księgi królów jako Rustam
- 1968: Kniaź Igor
- 1970: Opowieść o Rustamie jako Rustam
- 1976: Rycerz i los jako Rustam
- 1982: Groźna banda